# Morovno
Morovno je městská část města Handlová v okrese Prievidza.

## Charakteristika
Morovno se nachází v pohoří Vtáčnik, asi 1 km západně od Handlové. Silniční spojení s Handlovou je možné pouze přes obec Ráztočno po silnici III/050071. Původně samostatná obec se stala městskou částí Handlové v roce 1976. Je tu zachovalá individuální bytová zástavba.
V Morovně se nachází kaple sv. Michala postavená v roce 1902.
Nedaleko se také nachází malé sportovní letiště.